# Tarok galicyjski
Tarok galicyjski – gra karciana, odmiana taroka dla trzech osób rozgrywana talią 42 kart. Dawniej popularna w południowej Polsce. 

## Zasady

### Wstęp
Próby skodyfikowania zasad galicyjskiej odmiany podjął się J. Szczepański w wydanej w Krakowie na przełomie XIX i XX wieku książeczce "Tarok. Podręcznik. Ułożył J. Szczepański", które przedstawiają się następująco:

### Rozdanie kart
Używa się talii 42 kart która składa się z 21 taroków, 1 Jokera, oraz 20 kart standardowych w skład których wchodzą: Król, Dama, Kabal, Chłopiec i 10 (lub As) każdego koloru. Tarok I nazywany jest pagatem, Tarok XXI mondem, a Joker skizem. Gra jest trzy- lub czteroosobowa, choć Szczepański podaje, że może grać nawet pięć osób. Po przetasowaniu, rozdający daję talię do przełożenia (zebrania) graczowi po swojej lewej (naprzeciwko, jeśli gra czterech), po czym wykłada sześć kart na stos (talon, kupno), a następnie rozdaje 12 kart każdemu graczowi, po sześć na raz. Gracz, któremu podano talię do przełożenia może zamiast tego powiedzieć "Pukam", wtedy po wyłożeniu kart na talon, każdy z graczy dostaje od razu po 12 kart.
W grze czteroosobowej, rozdający nazywany jest królem, i bierze udział w płatnościach (patrz niżej). Gracz po prawej od rozdającego/króla nazywany jest graczem na ręce bądź ręką.

### Licytacja
Każdy gracz, rozpoczynając od osoby na prawo od rozdającego może zadeklarować grę lub spasować. Do wyboru są następujące odzywki:
- Trójka – gracz deklaruje wymianę 3 swoich kart na karty z talonu.
- Dwójka – gracz deklaruje wymianę 2 swoich kart na karty z talonu.
- Jedynka – gracz deklaruje wymianę 1 swojej karty na kartę z talonu.
- Solo – gracz deklaruje grę z ręki (bez zaglądania do talonu i wymiany kart). Punkty z kart zawartych w talonie trafiają na konto przeciwników.

Gracze oprócz tego mogą licytować grę o to by gra liczyła się dwukrotnie ("spód" lub "druga trójka/dwójka/jedynka"), trzykrotnie ("wierzch" lub "trzecia..."), czterokrotnie ("czwarta...") lub pięciokrotnie ("piąta...") w przypadku przegranej solisty. Solo jest stawką ostateczną i automatycznie kończy licytację. 
Sam proces licytacji przypomina ten spotykany w skacie, gdzie na raz biorą udział dwaj gracze. Ręka może spasować albo zadeklarować Trójkę. W przypadku zadeklarowania Trójki, następny gracz może podbić stawkę do drugiej trójki albo spasować. Gdy stawka zostanie podbita, ręka może odpowiedzieć "sam" albo "tak", zgadzając się na stawkę. Podbijanie i przystawanie trwa, dopóki któryś z graczy nie spasuje. Gdy gracz spasuje, wypada z licytacji aż do następnego rozdania, a następny gracz przejmuje jego rolę. Ostatnia wylicytowana stawka staje się kontraktem (razem z wszelkimi zapowiedzianymi po wymianie z talonu bonusami). W przypadku, gdy wszyscy gracze spasują, karty się zbiera i przechodzi do następnego rozdania.
| Ręka                                              | Środek         | Zadek          |
| Przykład 1                                        | Przykład 1     | Przykład 1     |
| ------------------------------------------------- | -------------- | -------------- |
| Trójka                                            | Druga Trójka   | —              |
| Sam                                               | Trzecia Trójka | —              |
| Sam                                               | Pas            | Czwarta Trójka |
| Sam                                               | —              | Piąta Trójka   |
| Sam                                               | —              | Dwójka         |
| Sam                                               | —              | Pas            |
| Ręka wygrywa licytację; kontrakt: dwójka          |                |                |
| Przykład 2                                        |                |                |
| Pas                                               | Trójka         | Druga Trójka   |
| —                                                 | Sam            | Trzecia Trójka |
| —                                                 | Pas            | —              |
| Zadek wygrywa licytację; kontrakt: trzecia trójka |                |                |
| Przykład 3                                        |                |                |
| Trójka                                            | Druga Trójka   | —              |
| Pas                                               | —              | Pas            |
| Środek wygrywa licytację; kontrakt: druga trójka  |                |                |

Gracz który wygrał licytację staje się solistą (lub "Graczem" wg Szczepańskiego), odkrywa talon, wymienia z nim karty zgodnie ze stawką, rozpoczyna rozgrywkę i wychodzi do pierwszej lewy.
Wymieniając karty z talonu, można brać jedynie karty, które znajdują się w określonej części talonu: przy trójce można wziąć tylko pierwszą połowę, lub drugą połowę. Przy dwójce tylko pierwsze dwie, środkowe dwie, lub ostatnie dwie karty. Przy jedynce można wybrać dowolną kartę. Odkładając karty po wymianie, nie można złożyć króli, inaczej podlega to renonsowi. Nie można także złożyć więcej lub mniej kart niż się wzięło.
Przed rozpoczęciem rozgrywki może zadeklarować meldunek pełnej ręki (posiadanie 10, 11 lub 12 atutów), zadeklarować wzięcie wszystkich lew (volat), zadeklarować pagat ultimo (wzięcie ostatniej lewy tarokiem I), zadeklarować wzięcie w lewach trula (pagata, monda i skiza) lub 4 króli. Za zgłoszone meldunki gracz otrzymuje dodatkowe punkty doliczane na końcu gry. Meldując pełną rękę, solista musi odkryć wszelkie taroki, które odrzucił wymieniając karty; te taroki się nie liczą ku meldunkowi, liczą się jedynie taroki trzymane w ręku. Punkty za pełną rękę są przyznawane jedynie gdy została ona zameldowana.
Drużyna przeciwna ("Pomagający") mogą dać soliście contrę, wtedy gra liczy się podwójnie zarówno przy wygranej jak i przegranej solisty (jeśli stawka została wylicytowana kulkurotnie np. "Druga Trójka", oba mnożniki się liczą przy przegranej). Solista może odpowiedzieć recontrą, wtedy gra liczy się czterokrotnie, ale tylko gdy solista przegra. Pomagający mogą dalej odpowiedzieć supracontrą, wtedy gra liczy się ośmiokrotnie w przypadku przegranej solisty.

### Rozgrywka
Celem gry jest zdobywanie lew oraz punktów za karty. Gracz gra pojedynczo przeciwko dwójce przeciwników.
Gracz wychodząc lewę wyrzuca dowolną kartę. Gracze muszą dokładać do koloru lub dokładać taroki. W przypadku braku koloru gracz musi wyrzucić tarok. Istnieje konieczność przebijania tarokami jeśli istnieje taka możliwość. Jedynie w sytuacji gdy gracz nie posiada kart do koloru ani taroków może wyrzucić dowolną kartę. Lewę przejmuje gracz z najwyższą kartą w danym kolorze lub najwyższym tarokiem. Wartość taroka wyznacza jego liczba - najwyższym jest tarok o numerze XXI (mond) a najniższym tarok o numerze I (pagat). Joker (Skiz) jest najwyższym atutem i przebija nawet tarok XXI. Gracz który przejął lewę wychodzi do następnej. 

### Cel gry
Celem gry jest zdobycie co najmniej 34 punktów. Jednym z najważniejszych elementów gry jest zdobycie w ostatniej lewie taroka I (pagat ultimo) - wówczas otrzymuje się 50 punktów bonusowych (100 w przypadku wcześniejszej zapowiedzi). 
Punktacja kart jest następująca:
| Karta                       | Punkty |
| --------------------------- | ------ |
| Pagat (I), Mond (XXI), Skiz | 5      |
| Król                        | 5      |
| Dama                        | 4      |
| Rycerz                      | 3      |
| Walet                       | 2      |
| Pozostałe                   | 1      |

Za każdą lewę odejmuje się 2 punkty. Oznacza to że maksymalna możliwa liczba punktów do zdobycia to 66. W przypadku niepełnych lew (możliwych przy kontraktach Dwójka i Jedynka), odejmuje się jeden punkt.

### Punktacja
Punkty za grę w przypadku zwycięstwa są obliczane według wzoru:
Trójka: (Różnica między liczbą ugranych punktów a wymaganą (33) * 3) + 30 
Dwójka: (Różnica między liczbą ugranych punktów a wymaganą (33) * 4) + 40 
Jedynka: (Różnica między liczbą ugranych punktów a wymaganą (33) * 5) + 50 
Solo: (Różnica między liczbą ugranych punktów a wymaganą (33) * 6) + 60 
W przypadku porażki punkty są tak samo obliczane z liczbą punktów, których zabrakło do wymaganej liczbą (33) i są pomnażane przez mnożnik ujemny odpowiedni do kontraktu (np. przegrana druga trójka liczy się jak trójka przegrana dwa razy).
Szczepański opisuje karę za umyślne bądź nieumyślne przewinienia popełnione przez solistę w trakcie gry (Renons). Przy renonsie, solista przegrywa niezależnie od liczby ugranych punktów oraz płaci pomagającym tak, jakby ugrał dokładnie 33 punkty (więc płaci 30, 40, 50 lub 60 punktów). To czy przy renonsie solista otrzymuje zapłatę za bonusy, nie otrzymuje jej, czy też ją płaci pomagającym powinno zostać ustalone przez grających przed pierwszym rozdaniem.
W przypadku ugrania wszystkich lew (volat) punktacja jest następująca:
Trójka: 300 pkt
Dwójka: 400 pkt
Jedynka: 500 pkt
Solo: 600 pkt.
Volat zapowiedziany przed grą jest punktowany podwójnie. Punkty za volata są przyznawane zamiast punktów liczonych ze wzoru kontraktu.
Oprócz tego do wyniku dodawane są bonusy:
Posiadanie 10 atutów - 50 pkt 
Posiadanie 11 atutów - 100 pkt
Posiadanie 12 atutów - 150 pkt
Zgromadzenie trula w lewach - 50 pkt (zapowiedziany 100 pkt)
Zgromadzenie czterech króli w lewach - 100 pkt (zapowiedziane 200 pkt)
Pagat ultimo - 50 pkt (zapowiedziany 100 pkt)
Wyliczone w ten sposób punkty "płacą" przegrani zwycięzcy (lub drużynie zwycięskiej) - oznacza to, że suma punktów wszystkich graczy jest zawsze równa 0. 

### Koniec gry
Koniec gry następuje po rozegraniu ustalonej liczby rozdań. Wygrywa gracz z największą liczbą punktów.

## Talia do gry w taroka galicyjskiego
|  |  |  |  |  |  |  |  |  |  |  |  |  |  |  |
|  |  |  |  |  |  |  |  |  |  |  |  |  |  |  |
|  |  |  |  |  |  |  |  |  |  |  |  |  |  |  |
|  |  |  |  |  |  |  |  |  |  |  |  |  |  |  |
|  |  |  |  |  |  |  |  |  |  |  |  |  |  |  |

| 21 Taroków |  |  |  |  |  |  |  |
| •          |  |  |  |  |  |  |  |
|            |  |  |  |  |  |  |  |